# Callionymus sanctaehelenae
 Callionymus sanctaehelenae és una espècie de peix de la família dels cal·lionímids i de l'ordre dels cipriniformes que es troba a l'illa de Santa Helena.